# 托里塔蒂贝里纳
托里塔蒂贝里纳（義大利語：Torrita Tiberina），是意大利拉齐奥大区罗马首都广域市的一个市镇。总面积10.8平方公里，人口1053人，人口密度97.5人/平方公里（2009年）。ISTAT代码为058106。